# Broskornamentik

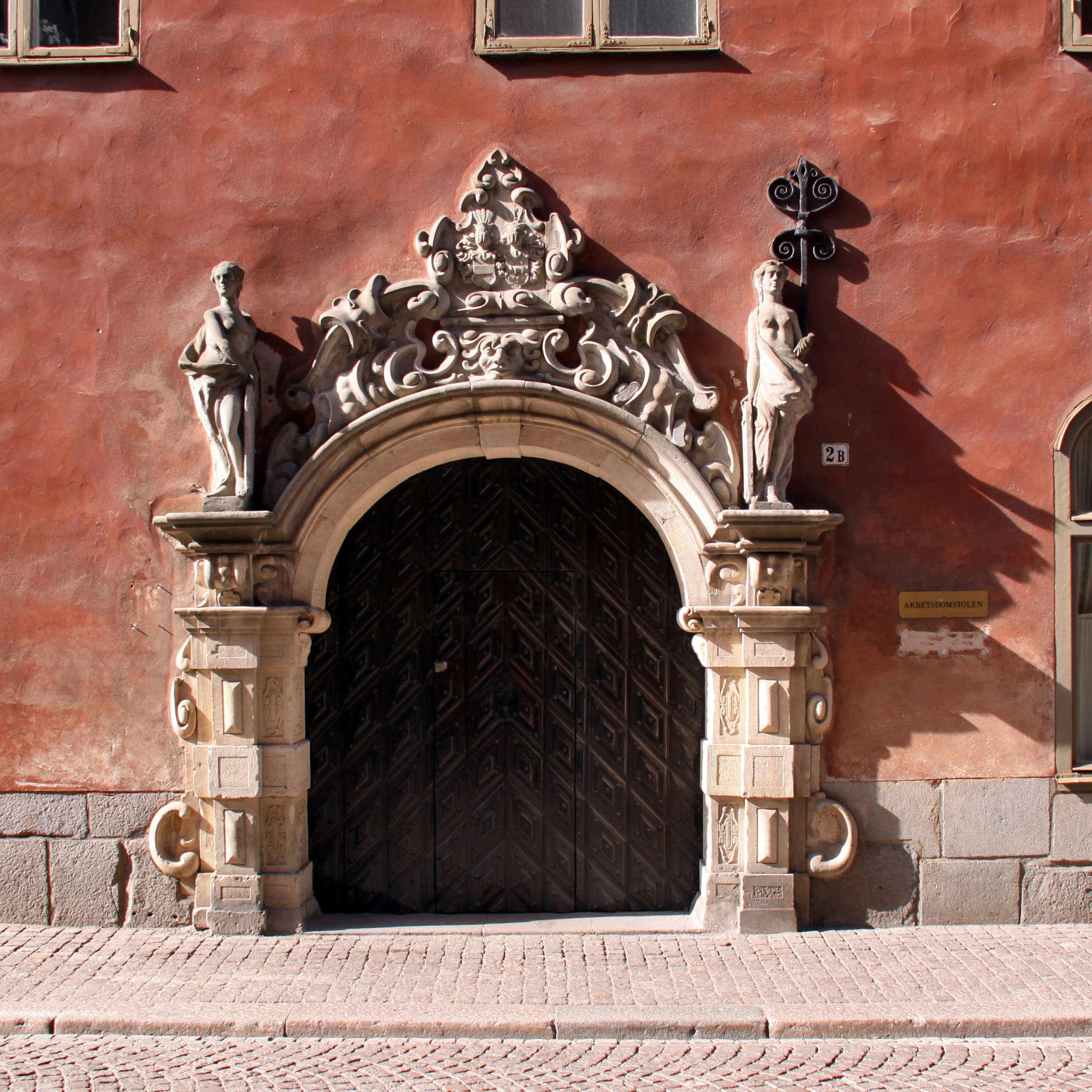
Stenportalen runt huvudingången till Ryningska palatset, Stockholm, är ett representativt exempel på broskornamentik i Sverige.

Broskornamentiken  (även broskverk eller knorpelornamentik) har utgångspunkt i antikens och renässansens masker, vilkas knotiga drag med tomma ögonhålor och förvridna munnar upplöses i broskliknande ansvällningar. Den består bland annat av mjuka c-formationer, liknande öronmusslan. Förekommer först i renässansens arkitektur under stormaktstiden, fortsätter under barocken (1660-1720) där den numera är bäst bevarad på kyrkoutsmyckningar, och på möbler i nyrenässansen (1870-1896).